# ジェリーの宇宙飛行士
『ジェリーの宇宙飛行士』（ジェリーのうちゅうひこうし、原題：Mouse into Space）はトムとジェリーの作品の一つ。1962年2月1日公開。演出はジーン・ダイッチ。

## 作品内容
ある日、ジェリーは「アストロマウス」という一冊の本を読んでいた。トムはジェリーに拳銃や爆弾を使ってジェリーを脅したが、全く出てこない。ジェリーはあるところに目がついた。それは（宇宙には）「NO CATS(猫はいない)」だった。ついにジェリーは決心し、宇宙にいく準備をした。トムはどんなにジェリーにかまっても相手にしてくれないので、自分のことを嫌いになってしまったのかと勘違いし、顔にハンマーを向けたりしたが、効き目はなく、ついにジェリーは宇宙センターに行ってしまう。宇宙センターの審査室にて、ジェリーは見事合格の判定をもらう。
一方トムはジェリーを探して放浪していた。しかしジェリーは見つからず、疲れ果てて、たまたま見つけた土管の中で眠り込んでしまう。しかし、その土管はロケットの燃料を入れるホースだった。知らず知らずのうちにトムはロケットの中に入ってしまった。ついにロケットは発射してしまい、トムは下から出る炎から必死に逃げた。ロケットは無事に宇宙に着き、トムはロケットの中にジェリーがいることを知り、中で暴れ、足でなんらかのスイッチを押してしまった。見る見るうちにロケットは暴れだし、トムも追い出されてしまった。トムは他国のロケットに掴まって中を見たが、中にいたのはブルドッグだった。トムは大慌てで逃げ出したが、運悪く宇宙ゴミにぶつかり、トムは頭から着地したのだった。帰宅したジェリーは満足気にトムにロケット型のバッジを見せた。そしてトムはライターでそのバッジに火を点けるとあら不思議、ロケットが発射したのだった。トムは慌てて旅の準備をし、家出してしまった。

## 登場キャラクター
トム
ジェリーが宇宙へ行く準備をし・自身がジェリーへ仕掛ける攻撃をことごとく無視されたのを見て淋しがり、ジェリーを探して放浪。やがて偶然見つけた土管で寝るも・それがロケット燃料充填用ホースであることに気づかなかった。このためタンクローリーから充填された燃料共々ロケットのエンジンへ押し込められ、発射直後の爆発燃焼とブースターロケット切り離しから必死に逃れる。エンジンから脱出後に宇宙船内へ侵入しジェリーを見つけるも、自らの誤操作によりジェリーの宇宙船が暴れ自身は宇宙空間に放り出されてしまう。のちに別の宇宙船を見つけしがみつくが、乗っていたのは赤の他人のブルドッグ宇宙飛行士だった。その後宇宙空間で迷子になり・宇宙ゴミとジェリーの宇宙船にぶつかって裸のまま大気圏へ突入し、燃え残りと共に地球へ帰還。最後は宇宙飛行士の称号を得たジェリーを見て降参し家を出ていった。
ジェリー
「宇宙に猫はいない」旨を宇宙関連雑誌で知り、早速宇宙飛行士になることを決意。トムが仕掛ける攻撃を一切無視して荷物をまとめ、センターでの事前審査（無重力空間への適合可否を見極めるレントゲン検査と体力測定）に見事受かりロケットへ乗り込む。やがてトムがロケット燃料から逃れて自身の宇宙船内へ侵入するが、トムは操船ミスにより暴れた自身の宇宙船から追い出され・宇宙空間へ放り出されてしまう。迷子の宇宙で宇宙ゴミにぶつかり裸で大気圏へ突入しようとするトムの姿を見ると、宇宙船内で大笑いし自身の勝利を確信。パラシュートで地球に帰還後はロケット型バッジをトムに自慢し、トムが持っていたライターで点火してバッジのミニロケットを発射させる。最後はミニロケットをホバリング（空中停止）させつつ、荷物をまとめて家を出ていくトムを見送った。
ブルドッグ宇宙飛行士
突如中を覗いてきたアメリカ国籍のトムに驚くも、冷静にふるまった。
ロケット燃料積載タンクローリーの運転手
送油管内でトムが寝ていることに気づかないまま、指令室からの発射秒読み放送に従ってロケット燃料充填用ホースをつなぎバルブを開けた。
宇宙センターの職員たち
センターへやってきたジェリーへ身体検査を行うと共に、ジェリーが乗ったロケットの発射秒読み（カウントダウン）放送&エンジン点火・ブースターロケット切り離しを地上の指令室で行った。センターには「ネズミ専用の入口」が設けられている。

## 備考
他国の宇宙飛行犬は赤い星のついたヘルメットをかぶり登場時にカチューシャの一節が流れており、当時アメリカと冷戦をしていたソ連を思わせる。

## 日本でのテレビ放映
TBS系および他系列で1964年から1990年頃まで時折放映された。